# مايك غالاغير (مقدم برامج إذاعية)
مايك غالاغير (بالإنجليزية: Mike Gallagher)‏ هو مقدم برامج إذاعية أمريكي، ولد في 7 أبريل 1960.

## وصلات خارجية
- الموقع الرسمي
- مايك غالاغير على موقع IMDb (الإنجليزية)
- مايك غالاغير على موقع قاعدة بيانات برودواي على الإنترنت (الإنجليزية)
- مايك غالاغير على موقع إن إن دي بي (الإنجليزية)
- مايك غالاغير على موقع قاعدة بيانات الفيلم (الإنجليزية)